# David Gates (Autor)

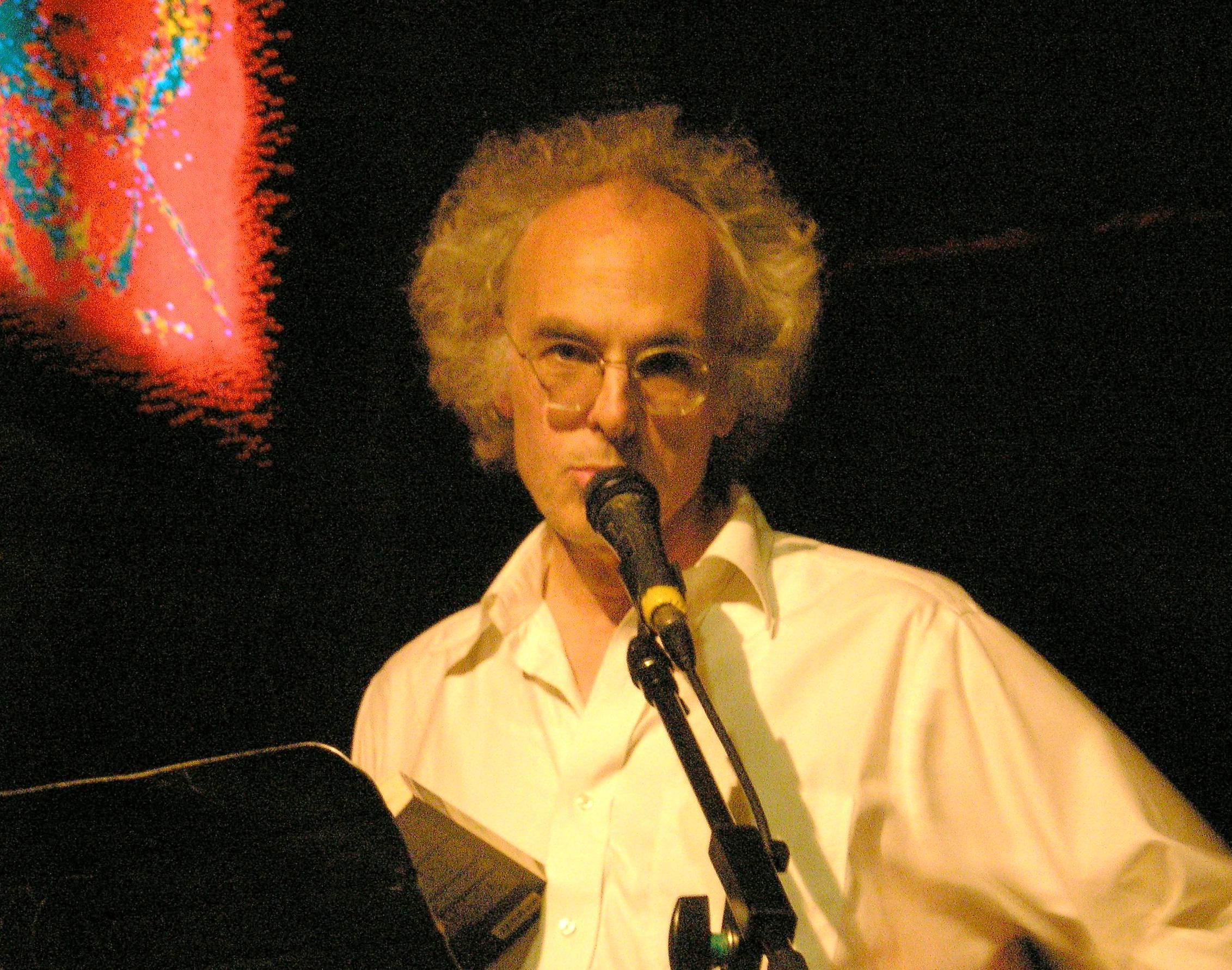
David Gates (2006)

David Gates (geboren 8. Januar 1947 in Middletown, Connecticut) ist ein US-amerikanischer Journalist und Schriftsteller.      

## Leben
Gates hatte einen unsteten Collegebesuch und er brach auch seine akademische Karriere ab. Er erlangte 1971 einen B.A. an der University of Connecticut. Seine Ehefrau und er arbeiteten als Lehrkräfte an der University of Virginia und an der Harvard University, seine danach angestrebte Promotion an der University of Connecticut brach er ab. Das Dissertationsvorhaben über Samuel Beckett blieb unfertig. 
Gates rettete sich 1978 in einen Job beim Magazin Newsweek in der Leserbriefablage. Er blieb bei der Zeitschrift, rückte in der Hierarchie auf und schrieb dort als Redakteur über Musik und Literatur. 2008 verließ er die Zeitschrift und hält Hochschulkurse in kreativem Schreiben.
Für seine literarischen Schreibversuche mit zwei Romanmanuskripten fand er keinen Interessenten. Seine 1972 geschlossene Ehe mit Ann Beattie wurde geschieden, Gates wurde später noch ein zweites Mal geschieden. Mit dem Roman Jernigan gelang ihm erst 1991 der Durchbruch, er kam auf die Shortlist des Pulitzer-Preises und auch des „National Book Critics Circle Awards“. Gates Kurzgeschichten erschienen danach in den führenden Kulturzeitschriften, sein zweiter Roman und zwei Sammelbände von Kurzgeschichten fanden nun Verleger und Beachtung. 1998 erhielt er ein Guggenheim-Stipendium.   

## Werke
- Jernigan. New York : Alfred A. Knopf, 1991
  - Deutsche Ausgabe: Jernigan. Aus dem Amerikanischen übersetzt von Hans Hermann. Rowohlt, Reinbek 1993, ISBN 3-498-02467-1.
- Preston Falls : a novel. New York : Knopf, 1998 
  - Deutsche Ausgabe: Der letzte Rebell. Aus dem Amerikanischen übersetzt von Benjamin Schwarz. Rowohlt, Reinbek 2001, ISBN 3-498-02485-X.
- The wonders of the invisible world : stories. New York : Knopf, 1999
- Labor days : an anthology of fiction about work. New York : Random House Trade Paperbacks, 2004
- A hand reached down to guide me. New York : Alfred A. Knopf, 2015